# Pilubang (Harau)
Pilubang is een bestuurslaag in het regentschap Lima Puluh Kota van de provincie West-Sumatra, Indonesië. Pilubang telt 1357 inwoners (volkstelling 2010).